# NGC 3109
NGC 3109 (también conocida como DDO 236 o GC 2003) es una galaxia irregular tipo SBm fue descubierta por John Herschel de Sudáfrica en 1835.
NGC 3109 es considerablemente pequeña a una distancia de alrededor de 4.5, probablemente millones de años luz. Sin embargo, es el miembro dominante de un subgrupo de galaxias enanas del grupo local.
- Datos: Q489940
- Multimedia: NGC 3109 / Q489940